# Tipula incana
Tipula incana är en tvåvingeart som beskrevs av Evgenyi Nikolayevich Savchenko 1955. Tipula incana ingår i släktet Tipula och familjen storharkrankar. Inga underarter finns listade i Catalogue of Life.